# 索里托湖
56°11′31″N 30°36′48″E / 56.19194°N 30.61333°E
索里托湖（俄语：Сорито），是俄羅斯的湖泊，位於該國西北部，由普斯科夫州負責管轄，處於大盧基區，面積1.6平方公里，集水區面積12平方公里，平均水深6米，最大水深13.6米。